# 構造計画研究所

株式会社構造計画研究所（こうぞうけいかくけんきゅうしょ）は日本のエンジニアリングコンサルティング組織。略称は構研(こうけん)、KKE。
本項では、持株会社である株式会社構造計画研究所ホールディングス（こうぞうけいかくけんきゅうしょホールディングス）に関しても記述する。

## 概要
日本の構造設計事務所として長い歴史を持つ。創業は1956年6月6日、東京工業大学建築学科で谷口忠教授の研究室で無給助手として構造設計研究に携わっていた服部正が創設した服部正構造計画研究所で、大学発のベンチャー企業であった。1959年、株式会社構造計画研究所の設立に至る。1950年代後半は戦後の経済復興を象徴する形で、各地方の城郭の復元がさかんにおこなわれ、和歌山城や熊本城の復元工事を東京工業大学教授藤岡通夫の指導の下、担当する。
構造設計業務の多忙さを解消し、より価値のある業務に専念しようと1959年に単身イリノイ大学教授Nathan M. Newmarkを訪問し電子計算機の重要性を認識する。帰国後すぐに通産省に導入の申請をし、当時初任給が1万2千円の時代に月額リース50万円の最新鋭機IBM 1620を導入した。
以後コンピュータユーザーの先駆けとして日本IBM常務から富士通に移籍した安藤馨を支援し、FACOMの開発では、東京工業大学の先輩でもある池田敏雄をサポートしOSの開発にも協力するほか、エンジニアリング向けのソフトウェア開発ビジネスを開始する。そのためIT企業としてのソフトウェア開発経験の蓄積にも強みがある。
服部正は、当時通産省の電子政策課長だった平松守彦とはかり、1970年6月に社団法人ソフトウェア産業協会設立し、ソフトウェア産業に従事する事業会社に参画をもとめ、価値の高い産業育成を目指し、従事者の待遇改善を目標とした。
さらに価値の高いエンジニアリングソフトウェアの普及を目指し、1971年には米国データゼネラル社のライセンス生産を日本で行うために日本ミニコンピュータ株式会社を設立した。当時のシャープの佐々木正、タケダ理研の武田郁夫らを巻き込んで1970年代のミニコンブームの先鞭をつけた。
その後、同社は高層建築や特殊な形状の建築を中心に構造設計を事業の主軸とし、耐震・免震構造を担当する独立の部門を設ける。2002年には、森ビル六本木ヒルズ計画に参画。2007年には上海に構造設計のための事務所を開設した。

1980年代には移動体通信事業に参入し、大規模なネットワーク開発にも取り組むほか、ソリューションやマーケティング事業も展開する。
1970年代に始まったオペレーションズリサーチ技術による最適化手法や1990年代にマーケティングコンサルティングビジネスなど新規領域への挑戦が続く。日本の技術コンサルティングファームの中でもかなり歴史が長い会社であるが、大学発のベンチャー企業として出発したため、現在に至るも新領域の開拓には意欲的である。
社会の制度設計にも積極的に関わり、マルチエージェント手法によるシミュレーションやリスク分析のソフトウェアCrystalBallなどを世に問うている。
近年は、国内外のベンチャー企業との連携による新規事業の創出を積極的に推進しており、RemoteLock社（米国）、プロメテック・ソフトウェア株式会社、Symphony Creative Solutions社（シンガポール）、GDEPソリューションズ株式会社、NavVis GmbH（ドイツ）等に資本参加している。
熊本県知事を目指した細川護熙を支援し、当時の通産省のテクノポリス構想を実現すべく熊本県大津町に事業所設立を決定した後、創業者・服部正は急逝した。

## 企業理念
「大学、研究機関と実業界とをブリッジする総合エンジニアリング企業」を企業理念として掲げる。
「工学知」を重視しており、複数の学会に所属し、所員の論文・書籍の執筆や学会発表を奨励している。
ありたい姿（ミッション）として以下の5つの「I」を掲げる。
- Intelligent（知による社会貢献)
- Interdisciplinary（多様な学問分野の融合）
- Innovative（常に新しいことに対して挑戦する気概）
- International（異なる知を持つ海外パートナーとの連携）
- Independent（何にもとらわれない自由な発想の出来る場）

Professional Design & Engineering Firmの組織形態を標榜し、Thought（社会と共に目指す未来像・方向性）として、"Innovating for a Wise Future"を提唱する。
科学技術を社会に伝播する生業（なりわい）をエンジニアリングとして、同組織のミッションと考える。
近年は日本国籍以外の採用にも積極的で、2020年6月時点で全体の約8%を占める。その中には、日本政府留学生として来日し日本の大学院課程を修了した経歴を持つ人物や、ASEAN地域で学業を修めた人物などがいる。
中興の祖と所員より尊敬される元社長富野壽は、経営学者野中郁次郎の知の構造図を模して、構造計画研究所のビジョンを確立した。現社長の服部正太は、経済学者岩井克人の日本的経営2.0を理想として掲げ、21世紀型知識集約型企業を日々模索している。

## 事業分野
- エンジニアリングコンサルティング（構造設計コンサルティング業務、住宅メーカ向けシステム開発業務、建設・製造業向けシステム開発業務、他）
- プロダクツサービス（構造解析ソフトウェア、設計者向けCAEソフトウェア、クラウドベースのメール配信サービス、入退室管理クラウドサービス、その他の販売サポート業務等）

## 沿革
- 1956年6月6日、品川区上大崎1丁目768番地にて創業。
- 1959年5月6日、に株式会社として改組。
- 1964年7月、中野区西町（現本町四丁目　日本ホルスタイン会館に移転。
- 1965年、大阪支社を設置。
- 1966年、九州支所設置。
- 1969年、サンフランシスコにInternational Logic Corporationを設立。
- 1973年、北海道支所を設置（2007年に本社に統合）。
- 1978年、東北支所を設置（1982年に北海道支所に統合）。
- 1983年1月29日、創業者服部正逝去。
- 1986年、熊本県大津町室に、熊本構造計画研究所を開設（主にソフトウェア開発を担当）。
- 1989年、福岡営業所を設置（2003年に大阪支社に統合）。
- 1992年、中部営業所を設置。
- 1999年、東京都に本社新館（中野区中央）が完成。
- 2000年、JASDAQ市場に上場。
- 2007年、上海駐在員事務所を設置。
- 2008年、LockState社（米国コロラド州）に資本参加。
- 2012年、東大発ベンチャーのプロメテック・ソフトウェア株式会社に資本参加。
- 2016年、福岡支社を再設置（JRJP博多ビル8階）
- 2016年、米国NVIDIA社のElite Solution ProviderであるGDEPソリューションズ株式会社に資本参加。
- 2017年、名古屋支社（旧中部営業所）を名古屋駅近隣に転居（JPタワー名古屋ビル25階）。
- 2020年、中野坂上別館を設置。
- 2024年、6月27日に東京証券取引所スタンダード市場上場廃止[2]。7月1日に株式移転により設立された株式会社構造計画研究所ホールディングスが構造計画研究所に代わって東京証券取引所スタンダード市場に上場[10][11]。